# Dordogna (fiume)
La Dordogna (in francese Dordogne, in occitano Dordonha) è un fiume del sud-ovest della Francia.
La sua sorgente è sul Puy de Sancy, nel Puy-de-Dôme, sul Massiccio Centrale e la sua foce, nella Gironda, in Nuova Aquitania. È lungo 490 km. Deve il suo nome ai due torrenti che si uniscono sui fianchi del Puy de Sancy, la Dore e la Dogne per formare la Dordogna. Dall'11 luglio 2012, tutto il bacino idrografico della Dordogna è tutelato come riserva della biosfera dall'UNESCO.

## Percorso

### Dipartimenti e comuni attraversati
La Dordogna attraversa sei dipartimenti e centosettantatré (173) comuni tra i quali i principali sono:
Puy-de-Dôme
Mont-Dore (sorgente), La Bourboule, Saint-Sauves-d'Auvergne, Avèze, Singles, Larodde, Labessette;
Cantal
Beaulieu, Lanobre, Madic, Saint-Pierre, Champagnac, Veyrières, Arches, Chalvignac;
Corrèze
Bort-les-Orgues, Saint-Julien-près-Bort, Liginiac, Neuvic, Soursac, Argentat, Beaulieu-sur-Dordogne;
Lot
Carennac, Bétaille, Vayrac, Martel, Souillac;
Dordogna
Carlux, Domme, La Roque-Gageac, Beynac-et-Cazenac, Saint-Cyprien, Le Buisson-de-Cadouin, Mauzac-et-Grand-Castang, Lalinde, Mouleydier, Creysse, Bergerac, Prigonrieux;
Gironda
Sainte-Foy-la-Grande, Castillon-la-Bataille, Libourne, Fronsac, Saint-André-de-Cubzac, Bourg, Cubzac-les-Ponts.

### Affluenti
I principali affluenti sono, da monte verso valle, (D) = alla destra orografica; (S) = alla sinistra orografica:
- (D) lo Chavanon (o Chavanou: 1864[3], o la Ramade nel tratto a monte)
- (S) la Burande (o la Jarrige)
- (D) il Dognon
- (S) la Tialle (o l'Étoile)
- (D) il Lys
- (S) la Rhue (Rue nel 1864[3])
- (D) la Diège
- (S) la Sumène
- (D) la Triouzoune
- (S) il Labiou
- (D) il Pont-Aubert

- (S) l'Auze
- (D) la Luzège
- (D) la Sombre (o il Gaumont)
- (S) la Glane (o la Glane de Servières, o il Glanet)
- (D) il Doustre
- (D) la Souvigne
- (S) la Maronne
- (S) la Cère
- (S) il Mamoul
- (S) la Bave
- (D) la Sourdoire
- (D) la Tourmente
- (S) l'Ouysse

- (S) la Marcillande (o la Germaine)
- (D) l'Énéa
- (S) il Céou
- (S) la Nauze
- (D) la Vézère
- (S) la Couze
- (S) il Couzeau
- (D) il Caudeau
- (D) la Gouyne
- (S) la Gardonnette
- (D) il Barailler
- (S) il Seignal
- (S) la Durèze
- (S) l'Escouach
- (S) la Gamage

- (S) l'Engranne
- (D) l'Isle
- (S) la Laurence
- (D) la Virvée

### Dighe
- diga di Marège, costruita fra 1932 e 1935
- diga di Bort-les-Orgues
- diga dell'Aigle
- diga di Chastang
- diga di Bergerac

## Immagini della Dordogna

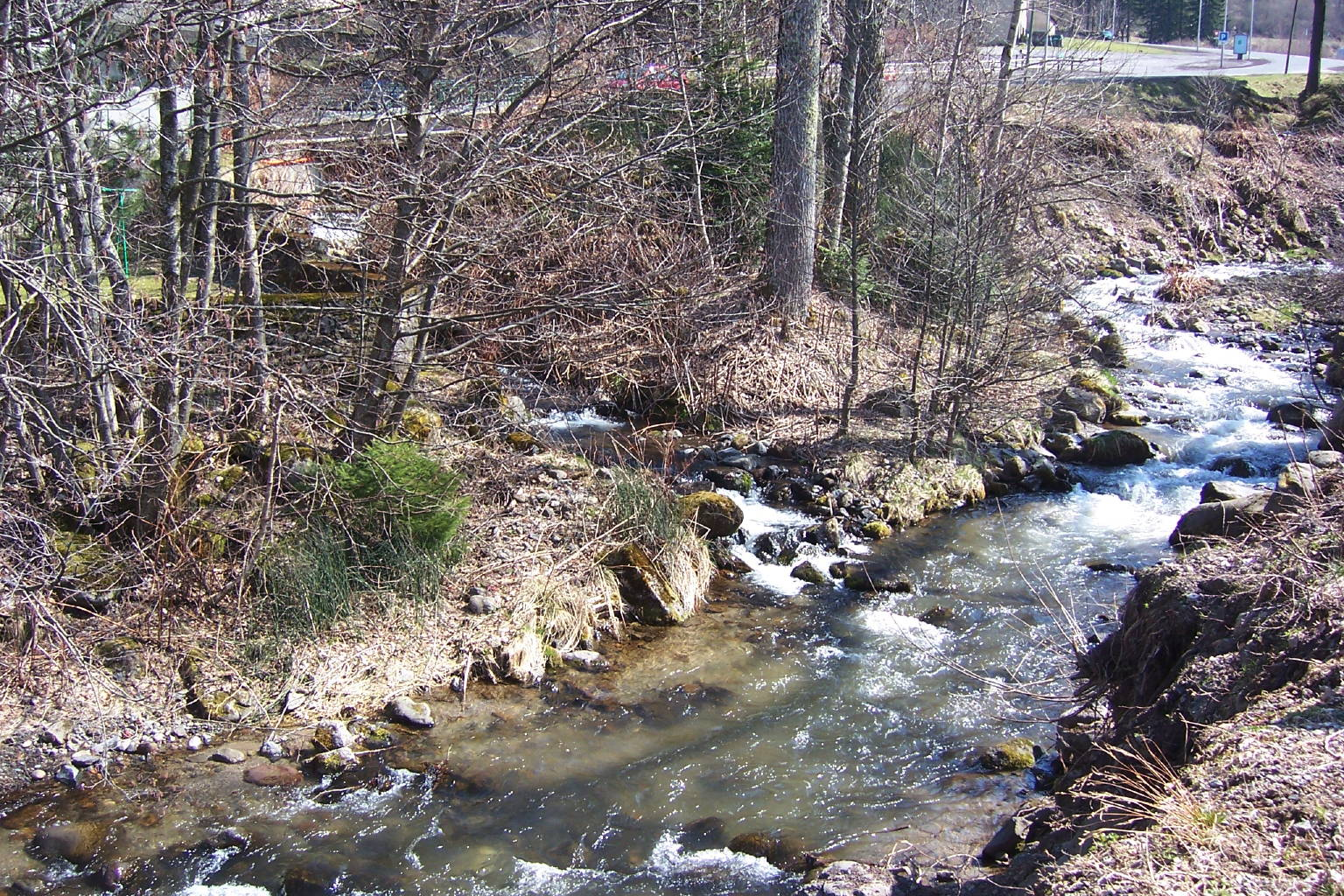
La Dordogna un poco a monte del Mont-Dore
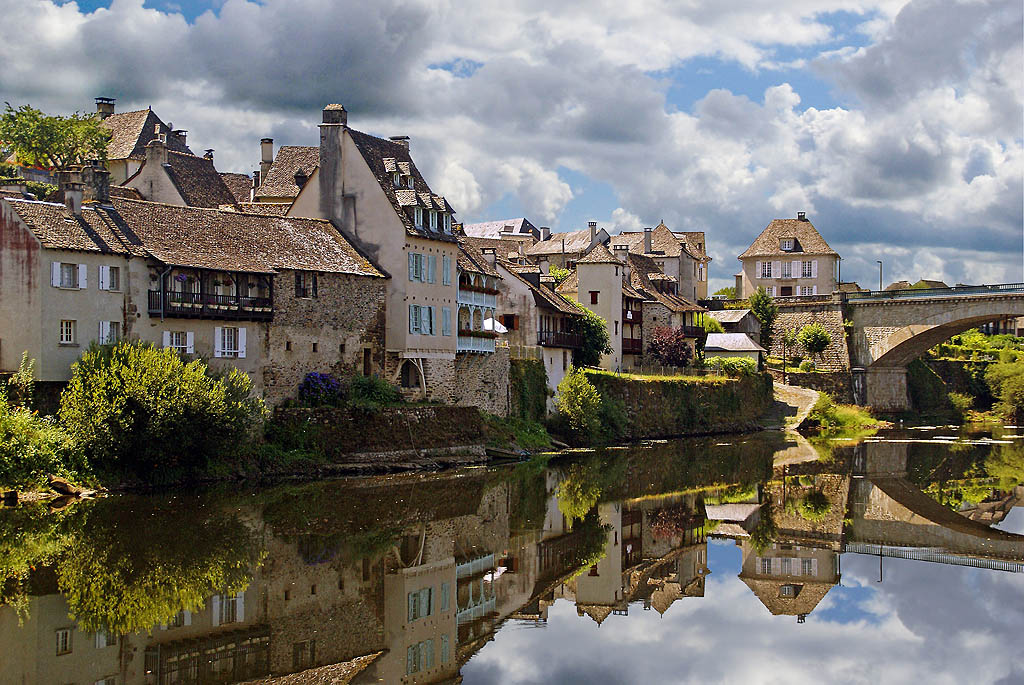
Ponte sulla Dordogna ad Argentat
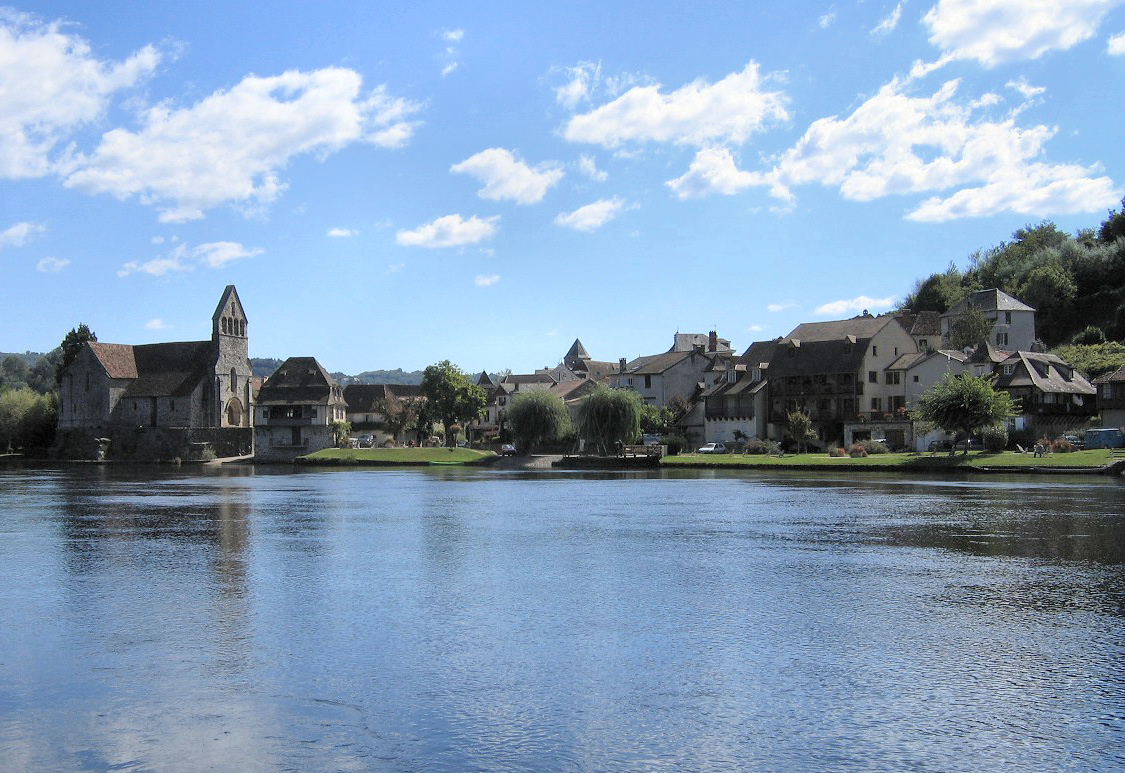
Veduta della riva d'Altillac della Dordogne e di Beaulieu-sur-Dordogne
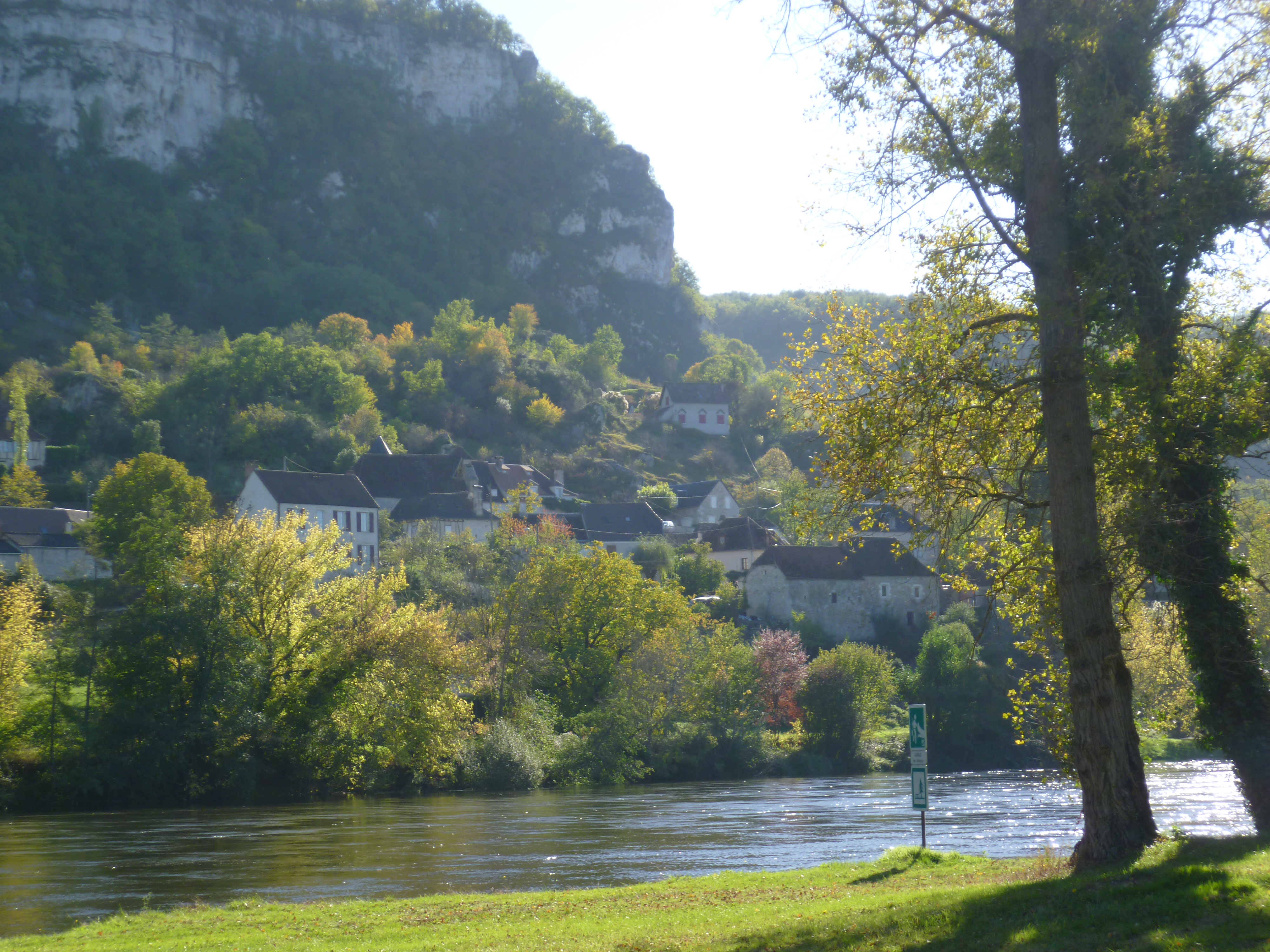
La Dordogna a Vayrac davanti alla frazione di Mézels
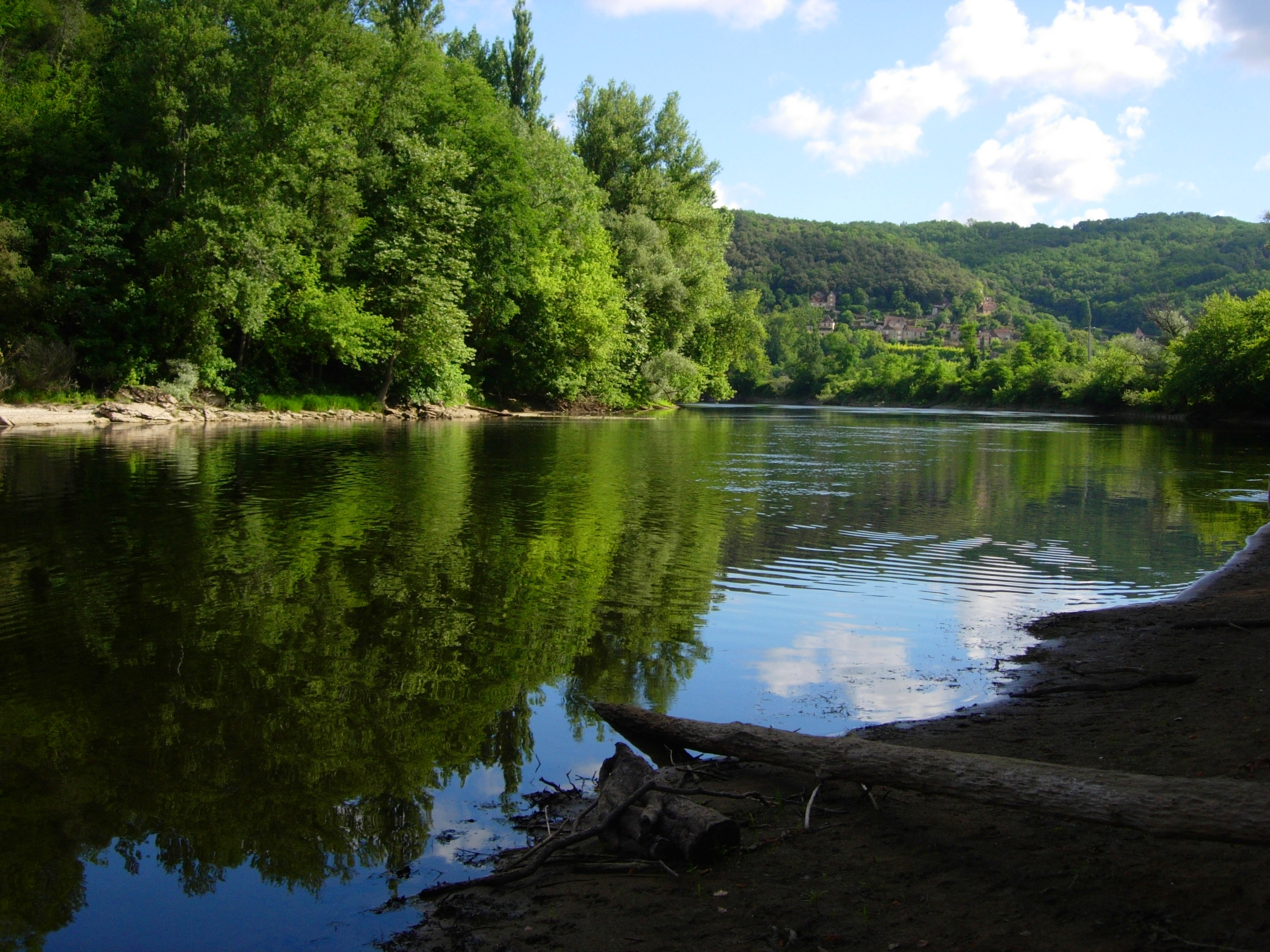
La Dordogna nel Périgord nero
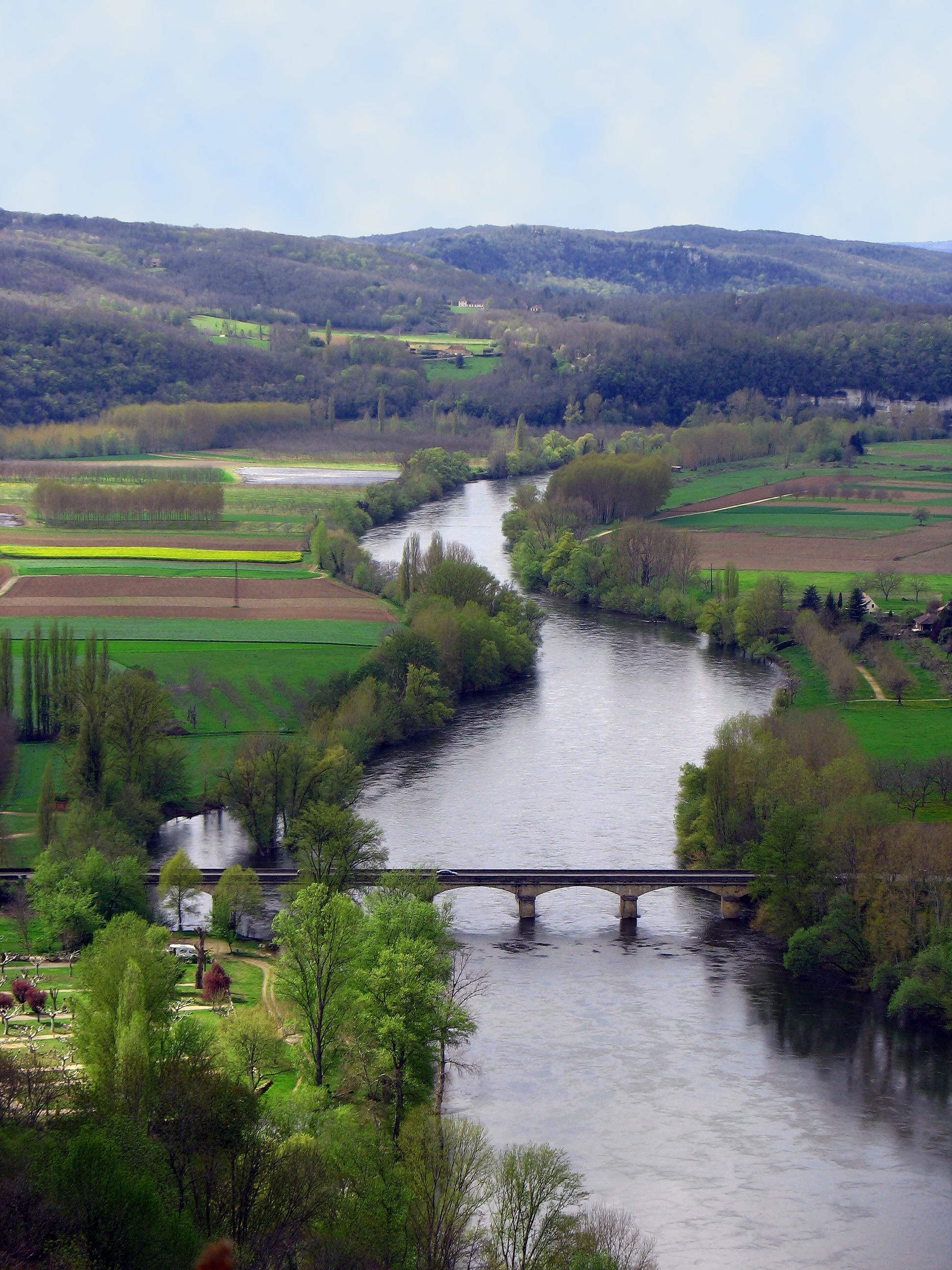
La Dordogna a Cénac-et-Saint-Julien
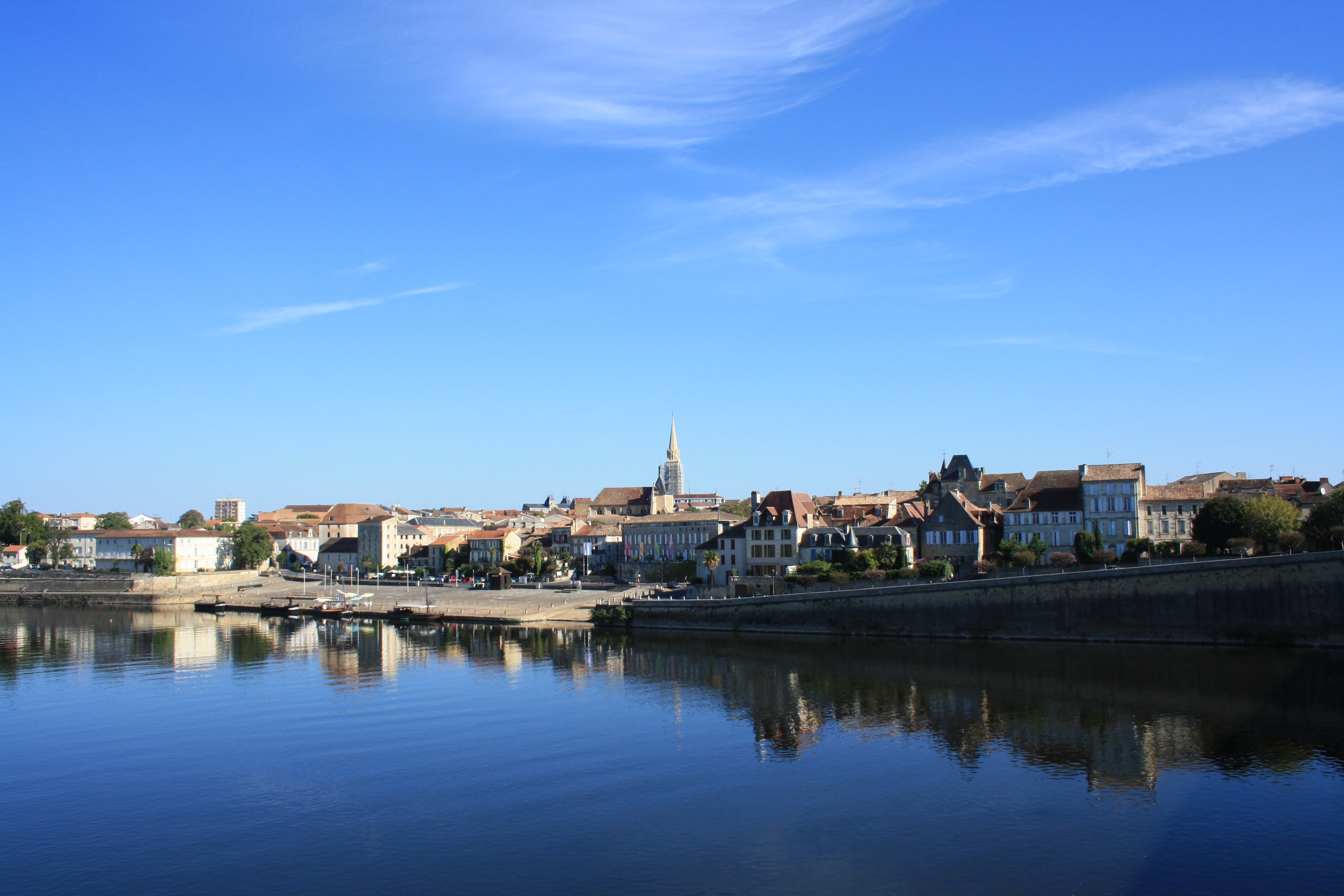
La Dordogna a Bergerac
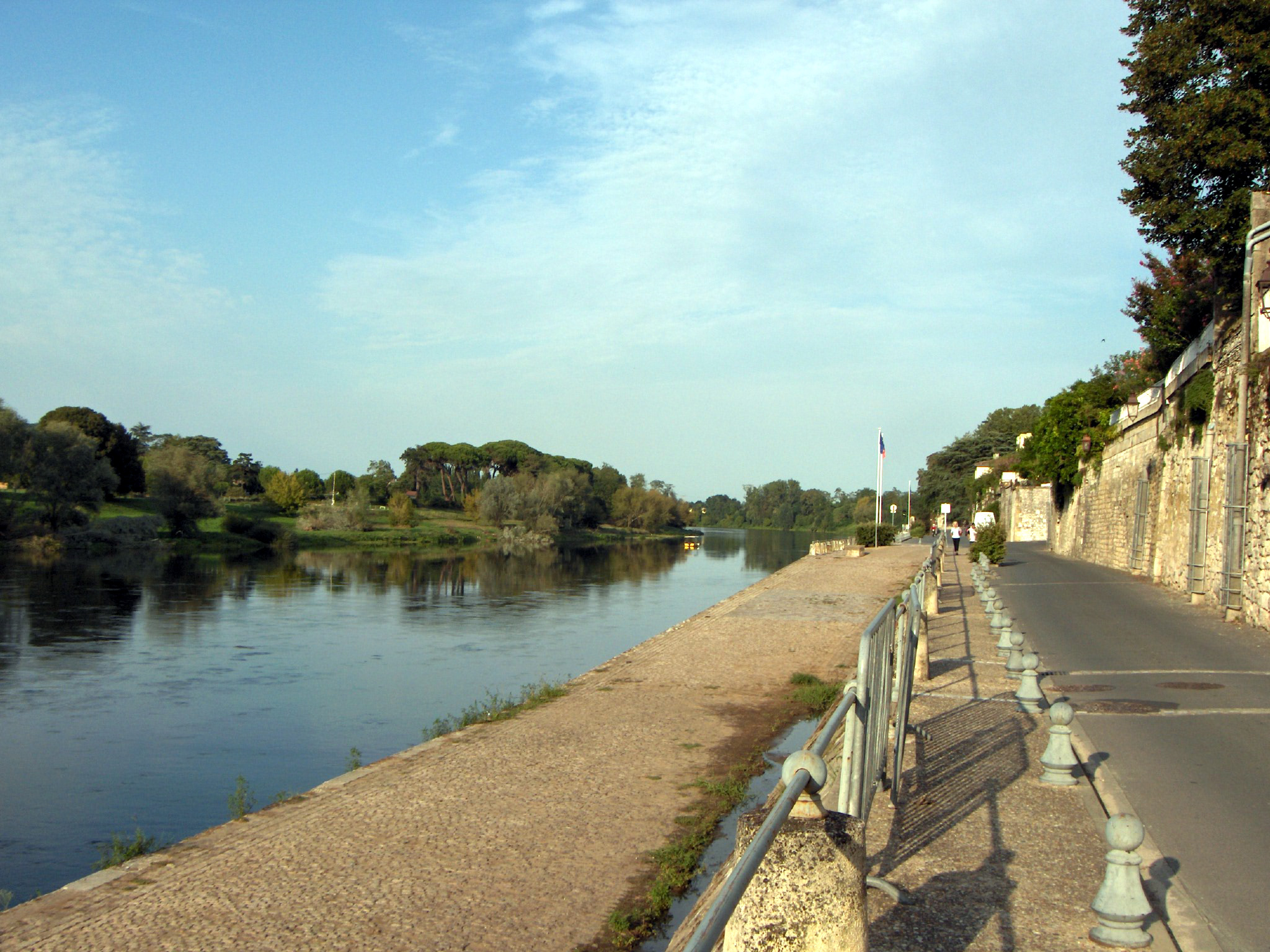
La Dordogna a Sainte-Foy-la-Grande in Gironda
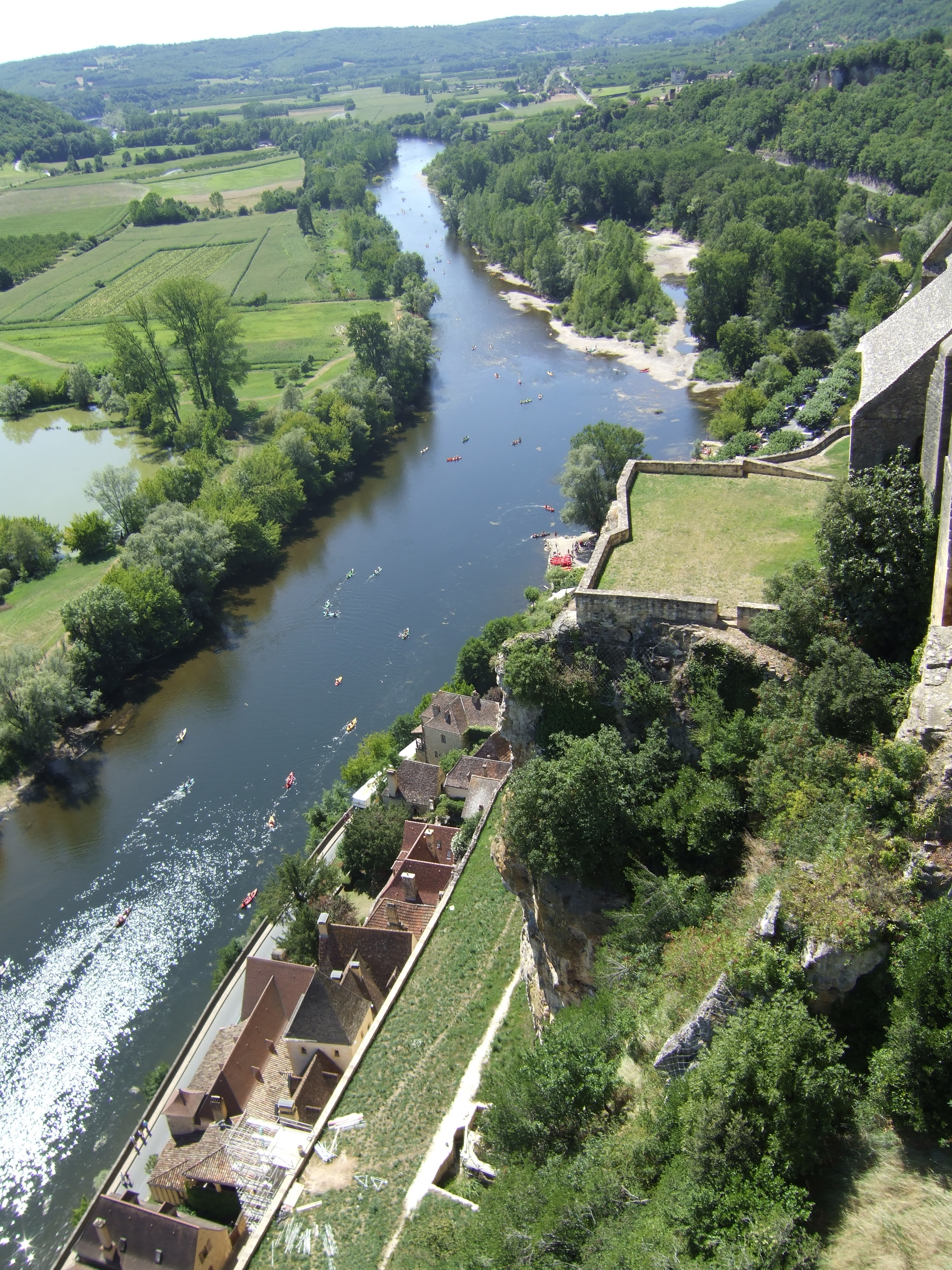
La Dordogna a Beynac